# Netheravon
Netheravon è un villaggio e una parrocchia civile della contea del Wiltshire che si trova sul fiume Avon nella pianura di Salisbury a circa 4 miglia a nord della città di Amesbury nel Sud Ovest dell'Inghilterra.

## Geografia

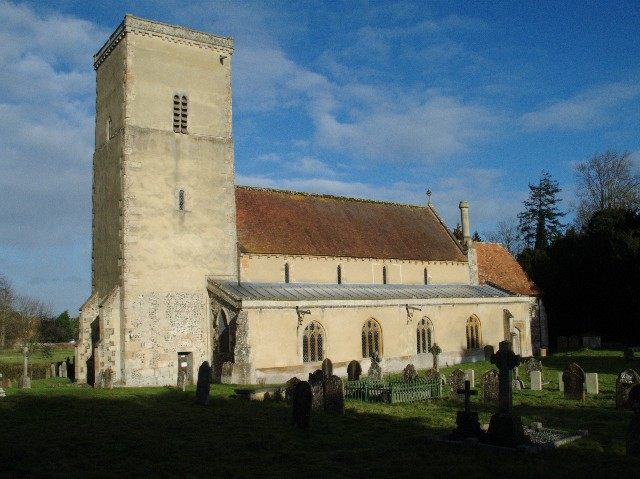
Chiesa di Tutti i Santi

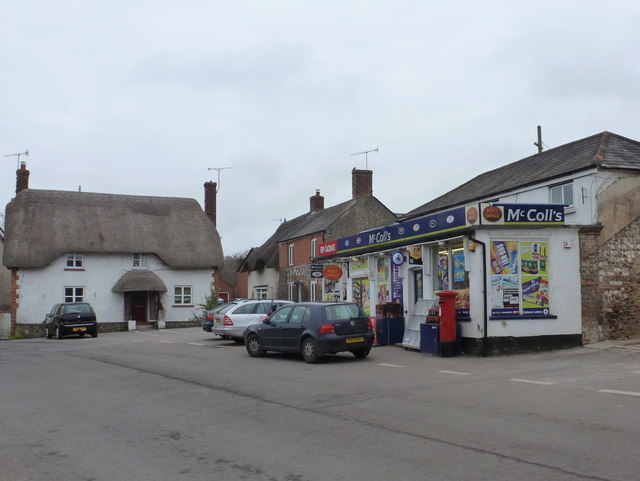
Centro abitato di Netheravon con ufficio postale in tipico edificio con tetto di paglia

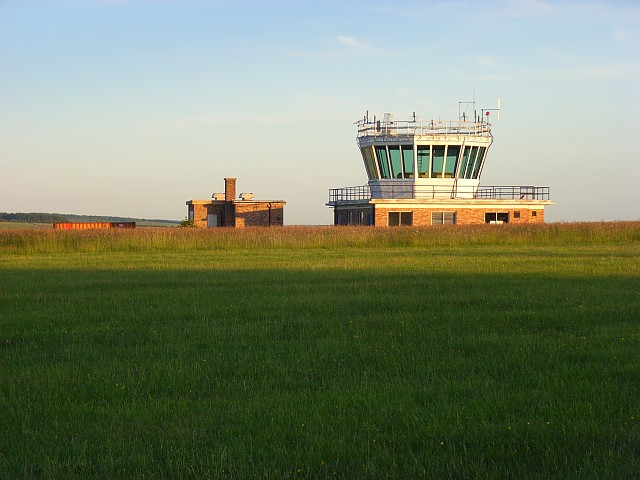
Strutture dell'aeroporto di Netheravon

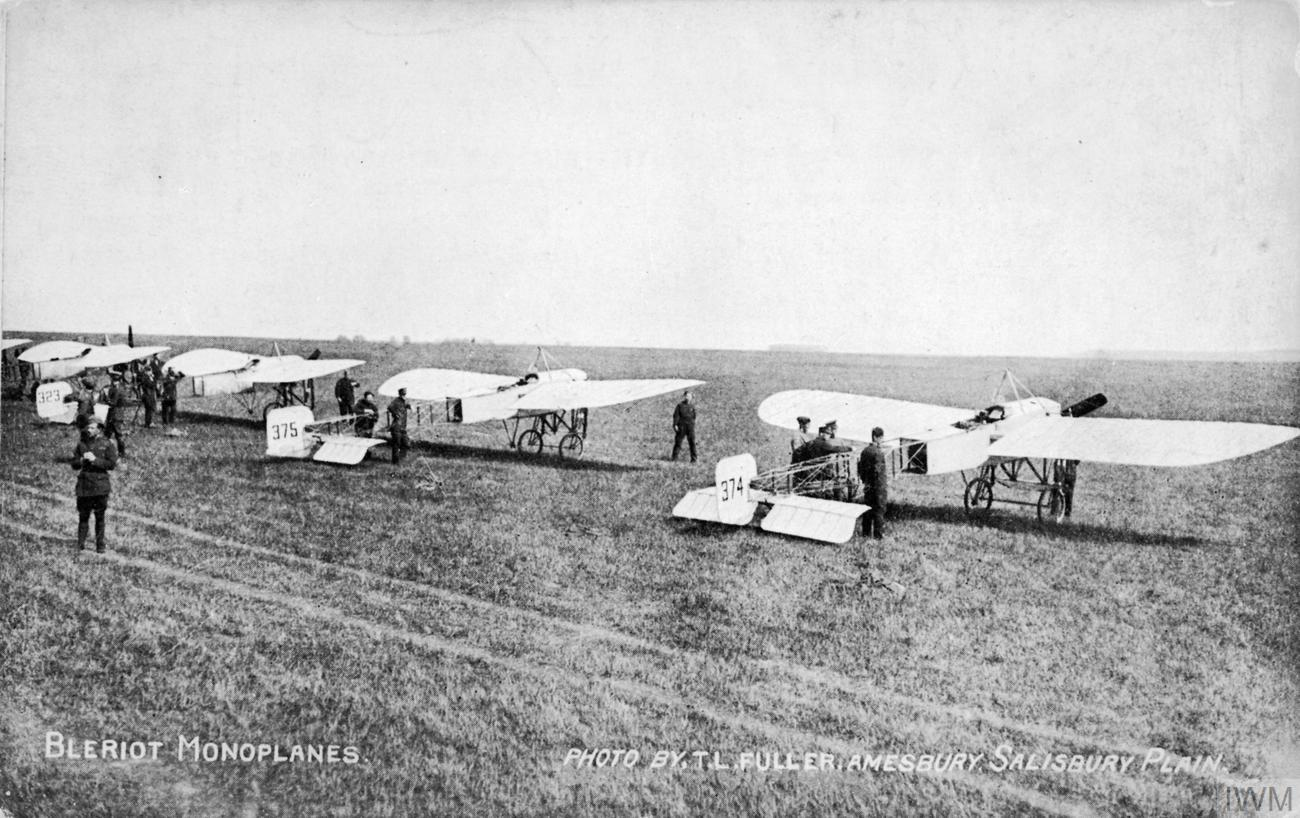
Aerei Bleriot XI allineati a Netheravon nel giugno 1914

Il territorio della parrocchia civile di Netheravon si trova principalmente sul lato orientale elevato ed esposto della pianura di Salisbury, a metà strada tra Upavon e Amesbury. Comprende un'area rettangolare che misura 6 km dal confine occidentale attraverso la pianura aperta fino al Christchurch Avon e si estende per poco più di 3 km da nord a sud. L'antica parrocchia comprendeva anche West Chisenbury a 4 km a nord separata dalla sua madre dalla parte occidentale di Enford. West Chisenbury misurava 6 km da ovest a est e si estendeva da nord a sud. Netheravon e West Chisenbury sono topograficamente simili e in entrambi i casi l'Avon formava l'unico confine naturale, mentre gli atri confini correvano sugli altopiani calcarei. Il villaggio di Netheravon e il borgo di West Chisenbury si trovano entrambi sottovento alla pianura accanto al fiume. Dal XIII secolo e fino al XIX secolo West Chisenbury, che prende il nome dalla terrazza di ghiaia su cui è situata, era conosciuta indistintamente come West Chisenbury e Chisenbury de la Folly.
A est di West Chisenbury Farm e a sud-est del villaggio di Netheravon, la zona di terreno alluvionale a ovest dell'Avon è larga tra i 100 e i 200 metri. L'estensione della pianura alluvionale, che si trova al di sotto dell'altezza di 91 metri, presenta una copertura di erba ed è il sito di prati irrigui che fino all'inizio del XX secolo erano importanti per l'economia della zona. La ghiaia del fiume sta attorno alla zona alluvionale sia a West Chisenbury che a Netheravon. A Netheravon, la terrazza di ghiaia si estende verso ovest e verso nord dal villaggio lungo il fondo della valle poco profonda tagliata attraverso il gesso della pianura dal letto di un affluente asciutto dell'Avon. Intorno a quella valle, l'Upper Chalk forma un'ampia cresta a forma di U alta oltre 122 metri. A West Chisenbury, l'Upper Chalk affiora a ovest della strada Upavon-Salisbury e oltre, strati successivi di Middle e Upper Chalk si innalzano verso nord-ovest fino a 163 metri. sul confine settentrionale vicino a Widdington Farm a Upavon. A sud-ovest di quel punto il Middle Chalk è esposto sul fondo della valle secca chiamata Water Dean Bottom che si trova sotto i 107 metri. Oltre, l'Upper Chalk si innalza di nuovo fino a oltre 152 metri. Fino all'inizio del XX secolo, l'area a ovest della strada Upavon-Salisbury era occupata da grandi campi arabili aperti che si estendevano sul gesso per circa 2,5 km a West Chisenbury e oltre 3 km a Netheravon. La parte più occidentale era una brulla terra in discesa per il pascolo.
A West Chisenbury un'ansa verso est dell'Avon racchiudeva il villaggio su tre lati. Il corso del fiume ha determinato il modello di insediamento a Netheravon e West Chisenbury e anche i mezzi di comunicazione con l'area circostante. La strada che percorre la lunghezza della valle dell'Avon da Upavon attraverso West Chisenbury e Netheravon fino ad Amesbury probabilmente ebbe origine in epoca sassone. Il suo percorso tra due masse di gesso la rese una delle principali arterie di collegamento tra gli insediamenti della Pewsey Vale e Salisbury. La sua importanza aumentò dopo la chiusura delle vie attraverso la pianura quando la parte bassa fu acquisita dal Dipartimento della Guerra alla fine del XIX secolo e in seguito. Sia questa sia la strada principale a Netheravon, che si dirama verso est, furono trasformate in autostrada nel 1840. La curva stretta a V a West Chisenbury Farm fu relegata a un doppio vialetto che conduceva alla fattoria quando la strada fu poi deviata su un percorso più diretto verso ovest.
West Chisenbury e Netheravon sono collegate ai villaggi e ai borghi a est dell'Avon da tre ponti almeno dal XVIII secolo. La passerella tra West e East Chisenbury è stata dal 1848 al 1960 un ponte sospeso. All'estremità nord-orientale di Netheravon High Street, la strada per Haxton a Fittleton attraversa l'Avon tramite il ponte Haxton, probabilmente quello noto nel Medioevo come "piccolo ponte". Nel 1773 una stradina conduceva a sud da High Street e correva verso sud-est attorno alla chiesa su un percorso segnato nel 1975 dal vialetto della chiesa e dal sentiero che prosegue da lì attraverso i terreni di Netheravon House verso il fiume, dove c'era un ponte. Nel 1790 la stradina era caduta in disuso e tutto ciò che rimaneva era il tratto che forniva l'accesso alla chiesa. La strada fu sostituita nel XIX secolo da quella che nel 1975 si estendeva verso est da Kennel Row e attraversava l'Avon fino a Haxton. Delle strade che un tempo conducevano verso ovest sulla pianura, alcune più vicine agli insediamenti erano ancora utilizzate come percorsi rurali nel 1975. Le altre, tuttavia, furono chiuse al pubblico dopo che il Dipartimento della Guerra acquistò il terreno alla fine del XIX secolo.

## Storia
Vi sono evidenze di insediamenti presitorici perché nel territorio vi è un lungo tumulo, alcuni tumuli a ciotola, un fossato e due sistemi di campi abbastanza estesi. Una villa romana sorgeva sul pendio sud-orientale di uno sperone di gesso sopra la valle del fiume dove sorge Netheravon House. All'inizio del XX secolo si è trovato il pavimento a mosaico del suo bagno e sul sito sono state rinvenute monete di Costantino I e Claudio il Gotico. Un altro pezzo di pavimento fu scoperto nel 1936. I resti di costruzioni del XVII secolo sono visibili a entrambe le estremità del villaggio di Netheravon. Caratteristiche di quel periodo sono evidenti all'angolo sud-occidentale nel cottage a ovest della locanda Dog and Gun che ospitò la famiglia di fabbri Sheppard nel XVIII e XIX secolo. Gran parte delle costruzioni intorno al villaggio ebbe luogo nel XVIII secolo. Ci fu quindi un insediamento a nord della chiesa attorno a vicoli tra il viale della chiesa e la strada Upavon-Salisbury. Il vicolo per la chiesa fu quindi edificato su entrambi i lati con la casa prebendale e l'ex canonica a est. Quindi, come nel 1975, l'insediamento si estese anche a ovest lungo Kennel Row, verso nord lungo la strada principale tortuosa, che fu edificata su entrambi i lati, e nella sua estensione settentrionale Mill Road. Gli edifici su quella strada, conosciuta nel 1775 come Mill Row, erano limitati al lato ovest poiché gli ampi edifici del mulino di Netheravon occupavano il lato est.
Nonostante le modifiche e i riempimenti del XIX e XX secolo, High Street ha mantenuto gran parte del suo carattere del XVIII secolo nel 1975. Sebbene molti cottage, in particolare all'estremità meridionale, siano stati modificati per formare residenze della classe media, alcuni con tetti di paglia e costruiti in mattoni, gesso e selce forniscono ancora esempi tipici dello stile edilizio locale della valle di Avon. La linea della strada è interrotta in vari punti su entrambi i lati dall'intrusione di alcune abitazioni più grandi arretrate dietro i giardini. Ivy Cottage, all'estremità sud-occidentale della strada, era precedentemente annesso alla fattoria Newton ed è una piccola casa del XVIII secolo in mattoni a scacchi. A nord di essa, gli edifici agricoli dietro un muro di terra cruda segnano il sito di un'altra casa annessa alla fattoria. (fn. 36) Un'altra casa, di data simile ma di design più elegante, si trova di fronte. Verso la fine del XVIII secolo era la casa della famiglia Staples, piccoli proprietari terrieri a Netheravon. (fn. 37) Court Farm, che sorgeva all'estremità nord-occidentale di High Street fino a quando non fu bruciata nel 1971, era una sostanziale casa con tetto di paglia del XVIII secolo con aggiunte successive. (fn. 38) Il suo sito giaceva abbandonato nel 1975. I siti di altre case erano contrassegnati nel 1975 da alti muri di tegole di argilla. Tali muri erano evidentemente sempre una caratteristica del villaggio e furono notati da Cobbett all'inizio del XIX secolo.
L'umidità del terreno paludoso su cui sorgevano le case tra Kennel Row e la chiesa potrebbe aver portato al loro abbandono all'inizio del XIX secolo e alla loro ricostruzione altrove. Nel 1975 non c'era traccia di insediamento vicino alla chiesa, che allora sorgeva solitaria tra i prati attraverso i quali si accedeva tramite un viale di olmi. I cottage di Kennel Row, probabilmente così chiamati dai canili dei duchi di Beaufort stabiliti lì all'inizio del XVIII secolo, furono sostituiti all'inizio del XIX secolo da una schiera di cottage in mattoni con finestre scorrevoli al livello del primo piano. Durante il XIX secolo High Street assunse l'aspetto che presentava nel 1975. Alcuni cottage di data precedente, che conservano i loro tetti di paglia, furono quindi rivestiti in mattoni e furono costruiti cottage a schiera, case di artigiani più grandi e una scuola.
L'acquisto di quasi tutta la parrocchia di Netheravon da parte del Dipartimento della Guerra nel 1898 ha comportato che lo sviluppo del XX secolo sia stato per lo più limitato alle abitazioni per coloro che erano impiegati nei vari stabilimenti militari a Netheravon House dal 1904. Caserme e alcune case associate, tra cui una grande villa in mattoni rossi per l'ufficiale comandante, sono state costruite nei suoi terreni e alcune residenze più piccole tipo villa per ufficiali sul lato sud di Wexland Avenue. Nel villaggio lo sviluppo è stato limitato al triangolo di terra tra High Street e la strada Upavon-Salisbury. Una tenuta del Dipartimento della Guerra è stata costruita lì all'inizio del XX secolo e la tenuta Court Farm, su un terreno precedentemente appartenuto a quella fattoria, è stata costruita a sud di essa. I cottage sul lato ovest di Mill Road sono stati sostituiti da case popolari negli anni sessanta del XX secolo. Alcune nuove case sono state costruite a Kennel Row nel 1975.
Dopo che il Dipartimento della Guerra acquistò Netheravon e West Chisenbury, nel 1898, l'agricoltura sulle colline, almeno a Netheravon, probabilmente continuò come prima fino al 1922, quando fu istituita una scuola di artiglieria a Netheravon. La terra a ovest di Wexland Farm è stata da allora utilizzata come poligono di tiro e quindi ad uso agricolo limitato. La crescita della parrocchia all'inizio del XX secolo è stata accompagnata da un corrispondente aumento dei servizi. Nel 1903 il villaggio aveva una stazione di polizia e nel 1923 una succursale della Lloyds Bank Ltd. Nel 1926 gli ex edifici del mulino a est di Mill Road erano stati convertiti in una centrale elettrica. L'impianto di smaltimento delle acque reflue di Netheravon e il cimitero, inaugurato intorno al 1952 dal consiglio distrettuale rurale di Pewsey, si trovano un po' a est del confine della parrocchia a Figheldean. Verso la fine del XVIII secolo West Chisenbury era un villaggio a cavallo della strada Upavon-Salisbury. West Chisenbury Farm sorgeva sul lato est della strada, a nord di essa c'erano alcuni cottage e a ovest della strada ce n'erano uno o due. Nel 1975 i cottage sul lato ovest erano stati sostituiti da West Chisenbury House. Le uniche altre abitazioni nel villaggio nel 1975 erano case a schiera per i contadini del XX secolo che sorgevano a nord di quella casa sullo stesso lato della strada.

## Monumenti e luoghi d'interesse
Ci sono vari edifici storici e altri siti d'interesse nel territorio di Netheravon.
- Chiesa di Tutti i Santi (in inglese All Saints Church). La chiesa parrocchiale anglicana fu costruita a partire dall'XI secolo, appartenne dalle origini al signore locale Hugh, figlio di Baldric, che possedeva anche tre manieri. In seguito la chiesa tornò al re e all'inizio del XII secolo Enrico I la concesse al capitolo di Old Sarum e la chiesa divenne una prebenda. La torre occidentale domina la navata e il presbiterio che si trovano a est. Tuttavia in origine questa potrebbe essere stata una torre centrale e l'arco occidentale che fornisce l'ingresso alla chiesa si apriva probabilmente in una navata. Ci sono piccole aperture nei muri nord e sud, quella nord è bloccata, e probabilmente si aprivano in portici, mentre più in alto nei muri della torre ci sono piccole finestre a testa rotonda. La torre con le sue parti inferiori risale alla metà o alla fine dell'XI secolo. La navata e il presbiterio risalgono al XIII secolo e le navate laterali della navata furono ricostruite nel XV secolo. Il luogo di culto appartiene alla diocesi di Salisbury e dal 27 maggio 1964 è considerata un monumento classificato di primo grado per il suo particolare interesse storico e architettonico.[8][9][10]
- Manor Farm, che si erge parzialmente circondata da mura all'estremità sud-occidentale del villaggio, non può certamente essere associata a nessuna delle tenute di Netheravon. La casa, costruita all'inizio del XVIII secolo su una pianta a U, ebbe la sua corte aperta a ovest riempita poco dopo. All'inizio del XIX secolo l'interno fu ampiamente ristrutturato e la scala fu spostata al centro della facciata sud. Quindi fu aggiunta una campata semi-ottagonale al centro della facciata est a livello del piano terra e vari locali di servizio, poi demoliti nel 1975, furono costruiti a nord. Un grande fienile a navate del XVIII secolo si trova a nord-ovest della casa.[3]
- Wexland Farm fu costruita sulle colline a circa 800 m a nord-ovest di Manor Farm dopo il 1789. Originariamente a forma di L, fu ristrutturata all'inizio del XIX secolo e in seguito furono aggiunti locali di servizio.[3]
- Netheravon House, che si trova a sud della chiesa, fu costruita dopo il 1734 come rifugio per la caccia da Henry Somerset, duca di Beaufort. La posizione dominante della scogliera di gesso che sta sulla valle dell'Avon, su cui sorge, e la scoperta di una villa romana nelle vicinanze indicano un sito di una casa di una certa antichità. Il duca probabilmente costruì sul sito della casa padronale di Cormayles o di quella di Netheravon con Haxton Manor, ma non si sa nulla dell'edificio a cui è succeduta la casa attuale. La casa in mattoni aveva una pianta asimmetrica a doppia palafitta e un tetto di tegole con grondaie sporgenti. La facciata d'ingresso a tre piani, che si affaccia a sud attraverso le colline, si estende su cinque campate e ha un portico con frontone. L'elevazione a nord ha un piano interrato aggiuntivo per accogliere la caduta nel terreno. Il duca stabilì una piantagione di conifere a sud della casa. Dopo il 1791, un blocco aggiuntivo, che ospitava una scala di servizio e una grande stanza su ogni piano, fu aggiunto al centro della facciata nord su progetto di Sir John Soane. Forse nello stesso periodo le gronde sporgenti della casa principale furono sostituite da un basso muro di parapetto. L'imponente corte simmetrica della stalla, unita alla casa da un colonnato coperto, fu aggiunta a nord-ovest all'inizio del XIX secolo. Una colombaia del XVIII secolo, ancora utilizzata come tale nel 1975, a nord della zona della stalla conserva le sue cassette nido in pietra originali. La casa fu spesso affittata come residenza signorile dagli Hicks Beaches alla fine del XIX secolo. A parte il riempimento moderno nell'angolo nord-occidentale, nel 1975 appariva poco modificato esternamente, ma internamente era stato adattato per essere utilizzato come mensa ufficiali del reparto armi di supporto della scuola di fanteria di Netheravon.[3]
- Aeroporto di Netheravon (in inglese Netheravon Airfield). Si tratta di un aeroporto militare con una lunga storia. Venne costruito a partire dal 1913, fu utilizzato in entrambe le guerre mondiali ed è ancora attivo. L'aeroporto iniziale del Royal Flying Corps presenta una notevole divisione pianificata del prototipo iniziale di edifici domestici e tecnici. Del sito tecnico originale rimane poco e tutti gli hangar per aerei precedenti alla prima guerra mondiale sono stati demoliti, ma la disposizione del sito è stata mantenuta in larga misura con un certo numero di edifici ancora esistenti e nel Regno Unito questa è un caso unico. Nel periodo tra le due guerre il sito tecnico è stato riqualificato con hangar per aerei e una torre di controllo. Tra le due guerre l'aeroporto veniva impiegato per l'addestramento degli ufficiali della marina per l'embrionale Fleet Air Arm. Durante la prima parte della seconda guerra mondiale l'aeroporto è stato utilizzato per brevi soggiorni da una serie di squadroni e poi in modo più permanente da un certo numero di unità di addestramento. Dal dicembre 1941 la base è stata il punto focale del Parachute Exercise Squadron. Nella fase preparatoria del D-Day, Netheravon fu utilizzato per approntare gli alianti per l'assalto aereo e per informare gli ufficiali alleati sui loro compiti presso la testa di ponte della Normandia, ma non fu utilizzato nell'invasione vera e propria. Nel dopoguerra, la Parachute Service Section continuò a operare fino al 1950, per essere sostituita da unità della RAF basate a terra. L'aeroporto fu trasferito all'esercito nel 1963 e riqualificato nel 1966 per essere utilizzato dall'Army Air Corps. Un certo numero di elementi vicino all'aeroporto che erano stati precedentemente interpretati come antichità preistoriche potrebbero in realtà essere resti di installazioni militari associate ai primi tempi dell'aeroporto. Sono state identificate anche trincee di fenditure e trincee di rifugi antiaerei associate all'aeroporto. Sono stati anche notati un possibile sito di palloni di sbarramento e postazioni di artiglieria.[11]